# エンブラエル E-Jet
エンブラエル E-Jet
ユナイテッド・エクスプレスのエンブラエル175
- 用途：旅客機
- 分類：リージョナルジェット[1][2][3]
- 製造者：エンブラエル
- 運用者[4]

  -  シャトル・アメリカ
  -  リパブリック航空
  -  ジェットブルー航空
  -  アズールブラジル航空
  -  エア・カナダ
  -  コンパス航空（英語版）
  -  天津航空
  -  ジェイエア
  -  フジドリームエアラインズ
  - ほか
- 初飛行：2002年2月[5]
- 生産数：生産中
- 運用開始：2004年4月（アリタリア・エクスプレスにより）[5]

エンブラエル E-Jet (Embraer E-Jet) は、ブラジルの航空機メーカー、エンブラエル社が製造・販売している小型ジェット旅客機のシリーズ名である。
本シリーズの構成モデルは、標準座席数が少ない順に エンブラエル170（78席）、エンブラエル175（86席）、エンブラエル190（104席）、エンブラエル195（110席）の4種類である。
リージョナルジェットに分類されるが、シリーズ中最大のエンブラエル195は座席数を124席まで設定可能であり、機体サイズの面でボーイング737の最小モデルやエアバスA318と匹敵するとの見方もある。

## モデル名称

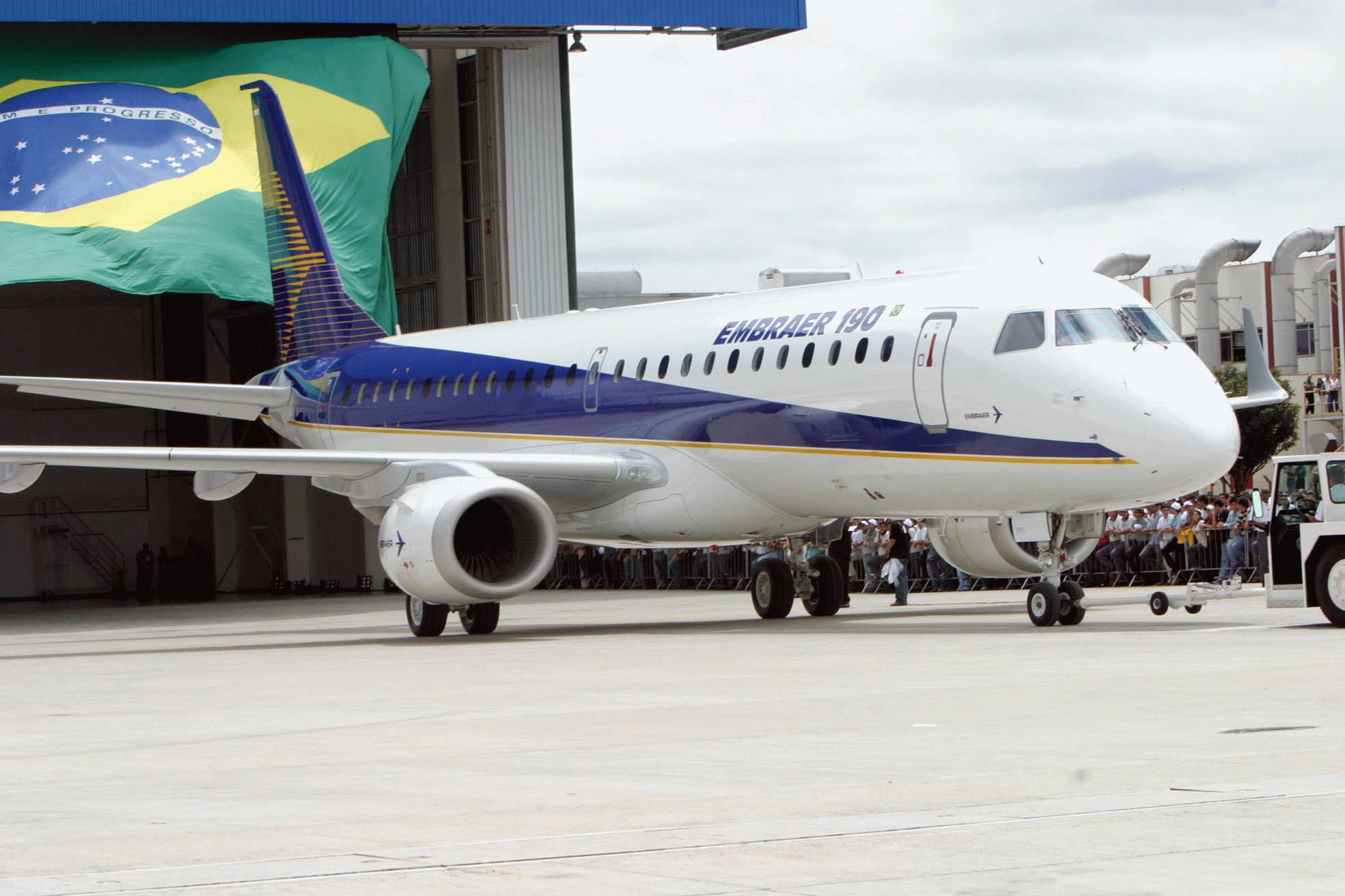
エンブラエルのサン・ジョゼ・ドス・カンポス工場で完成したE190

本シリーズのモデル名は、それぞれE170、E175、E190、E195と記されることもあり、本稿でもこの表記方法を用いる。
開発中にはERJ（Embraer Regional Jet; エンブラエル・リージョナル・ジェット）と呼ばれ、E170が"ERJ170-100"、E175がERJ170-200"、E190が"ERJ190-100"、E195が"ERJ190-200"と名付けられていたが、2010年10月のE170初号機のロールアウト式典において、現在のモデル名に改められた。
ただし、
アメリカ合衆国の連邦航空局（以下、FAA）や欧州航空安全機関（以下、EASA）、日本の国土交通省の型式認証書においては、ERJがついたモデル名が用いられている。

## 開発の経緯
エンブラエル社は50席クラスのリージョナルジェットであるERJ 145の事業化に成功したことをうけて、70席以上のジェット旅客機の開発に着手し、1999年2月に最初のモデルERJ170の開発計画を発表した。
同年6月に発注第一号を受けて初号機の製造がはじまり、2001年10月29日に初号機のロールアウトが行われた（この際に、"ERJ170"から"エンブラエル170"へと呼び名が変更された）。E170は初公開から119日後の2002年2月19日に初飛行を実施、2004年にブラジル、FAA、EASAの型式証明を取得し、顧客への引き渡しも開始された。
E170の胴体延長モデルであるE175は2003年6月に初飛行が行われた。2004年にブラジルの型式証明を取得し、2005年1月にEASA、2006年にはFAAの型式証明も得た。顧客への初引き渡しはエア・カナダに対して2005年7月に行われた。
引き続いて、E175をさらに大型化したモデルであるE190の初飛行が2004年3月12日に実施され、ファーンボロー国際航空ショーにおいて初公開された。型式証明は2005年8月にブラジル、同年9月にFAA、2006年にEASAから取得した。顧客への引き渡し第一号は、2005年にジェットブルー航空に対して行われた。
シリーズ最大モデルのE195の初飛行は2004年12月7日に行われ、パリ航空ショーにて公開された。
2006年6月にブラジル、同年7月にEASAの型式証明を取得し、同年9月にFlybeへの初引き渡しが行われた。翌2007年6月にはFAAの型式証明も取得している。

## 設計の特徴

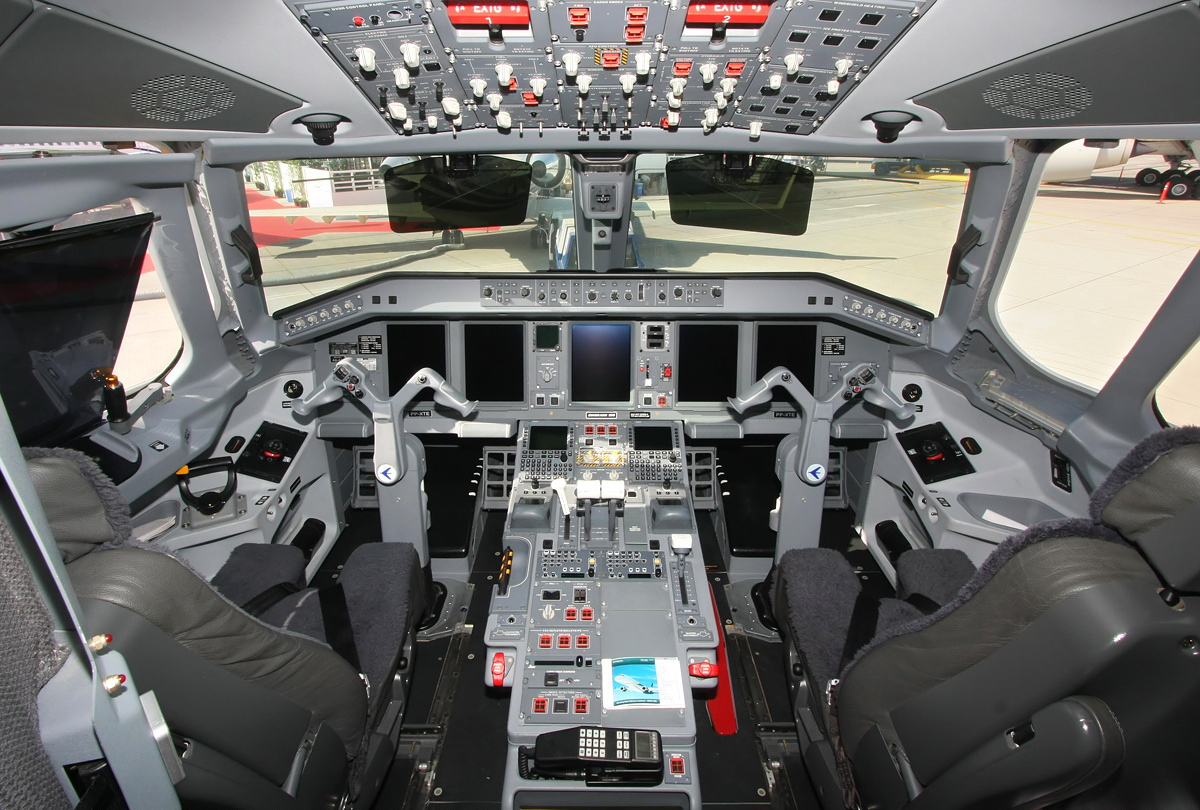
E190のコックピット。M字型の操縦桿はエンブラエル機の特徴の1つである。

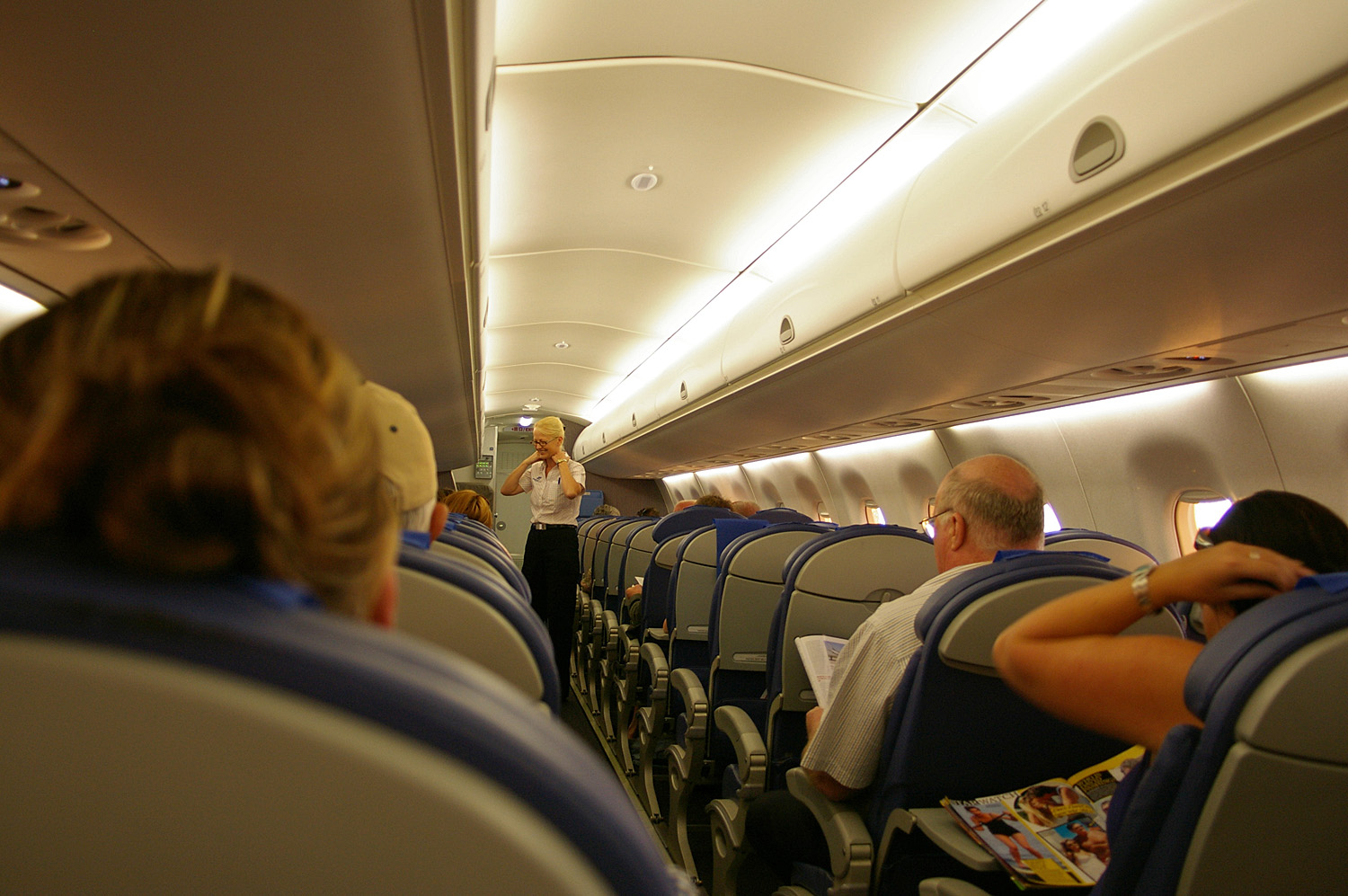
エンブラエル 170機内

エンブラエルE-Jetは2つの主要な商業機の系列とビジネスジェットから構成される。最も小さいE170とE175が基本型で、E190とE195は延長型となり、出力が大きいエンジンと大型の主翼、水平尾翼、降着装置を備える。170と175、190と195はそれぞれ95%の共通性があり、これらの2系列間では同一の胴体断面やアビオニクスや特徴的なハネウェル社のプリムス・エピックEFIS等、89%近くが共通している。
胴体は革新的な"ダブル・バブル構造"(胴体断面が、中心をずらした円を二つ重ねたような形状)設計を取り入れたことによって機内で立ち上がった際の頭上の窮屈感を低減した。
機体のサイズは全長およそ30メートル、高さおよそ10メートルと、ボーイング737-500/600やエアバスA318などとほぼ同じである。
コックピットは、縦長の5面の液晶ディスプレイが装備されたグラスコックピットであり、飛行操縦装置にフライ・バイ・ワイヤが採用されている。コックピットの窓は空気抵抗が少ないように曲面ガラスが使用されている。
操縦桿はエンブラエルの伝統的なM字型形状で、駐機ブレーキのレバーは自動車の駐車ブレーキのように、引き起こすとかかり、ボタンを押しながら倒すと解除される。コックピットの自動音声は女性の声であり、JALグループでは「ミスブラジルの声」と言っている。
機内は、2＋2席の配置で、座席の片側（窓側）は床でなく壁に取り付けられていて、足元が広い。座席頭上には、このクラスのジェット機では大型の手荷物収納スペースが設けられ、優れた居住性を実現している。トイレは前後に2箇所ある。厨房であるギャレーも前後に設けられていて、客室乗務員は2 - 3名が乗務する。機体が旅客機サイズであるため、ボーディング・ブリッジの使用が可能である。またダブル・バブル構造により客室床下を貨物スペースとしており、同規模の機材に比べて客室のスペースに余裕がある。
ランディングギアは3脚ともダブルタイヤでブレーキはカーボンディスク、主脚の収納方向は内側。
主翼には他の同規模機にはないウィングレットがある。
駐機時などに使うAPUが胴体最後尾にあり、周辺パネルは熱対策のため無塗装である。エンジンはGE・アビエーション製のCF34ターボファンエンジンで、排気ノズルの縁を波型にすることで外側のバイパス流と混合し易くするシェブロンノズルを採用し、低騒音化している。

## シリーズ構成

### E170と175
E170/E175シリーズは小さい方のE-Jetシリーズである。E170 と E175はボンバルディア CRJ-700、CRJ-900と直接競合する。またボンバルディア Q400ターボプロップ機とも競合した。同様に初期の類似の設計のBAe 146とフォッカー 70に支配された市場での代替需要も狙う。
E170型機はJALグループのジェイエアが日本の航空会社として初めて導入し、2009年2月から小牧空港発着の国内リージョナル路線に就航させた。また、現在はフジドリームエアラインズもE170の他、E175を主力機として導入し運航している。E170と175はGE・アビエーション製の推力14,200 ポンド(62.28 kN)のCF34-8Eエンジンを搭載する。

### E190と195

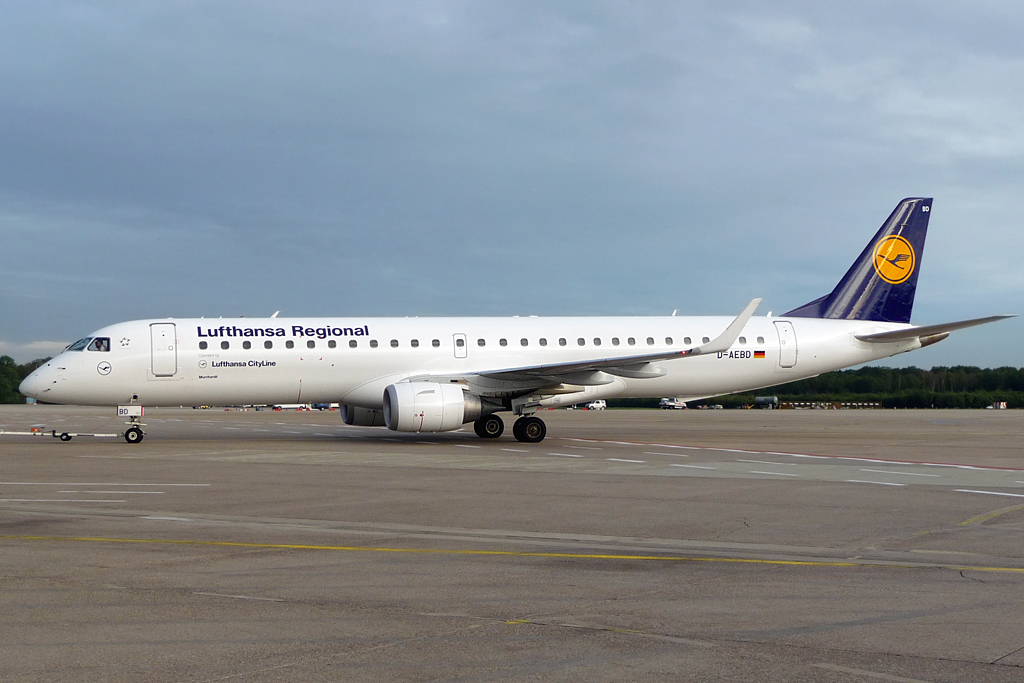
ルフトハンザ・シティラインの E195LR.

E190/195シリーズは大幅に胴体を延長したE170/175で新開発の大型の主翼と大型の水平尾翼と推力18,500 lb (82.30 kN)の新型のCF34-10Eエンジンを備える。これらの航空機はボンバルディア CRJ-1000と競合する。さらに100席クラスではより小型の幹線旅客機であるDC-9、ボーイング717-200、737-500/-600、エアバスA318やエアバスA220（旧ボンバルディア Cシリーズ）と競合する。
E190のローンチカスタマーはニューヨークを拠点とする格安航空会社のジェットブルー航空で100機発注し、100機オプションで発注した。イギリスの格安航空会社のFlybeはE195を14機発注し、12機オプションで発注した。日本国内の航空会社ではジェイエア（日本航空グループ）がE190型機を機材更新用として発注し、2016年4月に初号機が納入された。
190/195シリーズはエンブラエル E-Jetの中では比較的大きいため、複数のクラス（座席）を採用している航空会社もある。一例としてエア・カナダは当初の機体の一部である45機のE190に9席のビジネスクラスと84席のエコノミークラスを設置している。日本国内の場合、ジェイ・エアのE190は15席のクラスJと80席の普通席を設置している。

### エンブラエル Lineage 1000
2006年5月2日、エンブラエルはE190のビジネスジェットの計画を発表した。E190と同じ構造を持つが航続距離は最大4,200海里まで拡大され最大19席のラグジュアリー席を設置する。アルゼンチン空軍が大統領専用機として1機発注した。2009年1月7日にアメリカ連邦航空局から認証された。最初の2機は2008年12月に納入された。

### E195X
エンブラエルはE195の胴体を延長したE195Xとして知られる航空機の生産を検討している。予定では130席である。E195Xはおそらくアメリカの航空会社のMD-80の代替の需要に応える事が目的であると推測された。しかし、2010年5月に、エンブラエルは必要とされる航続距離を実現できないとの理由でこの計画を撤回した。

### E-Jet E2

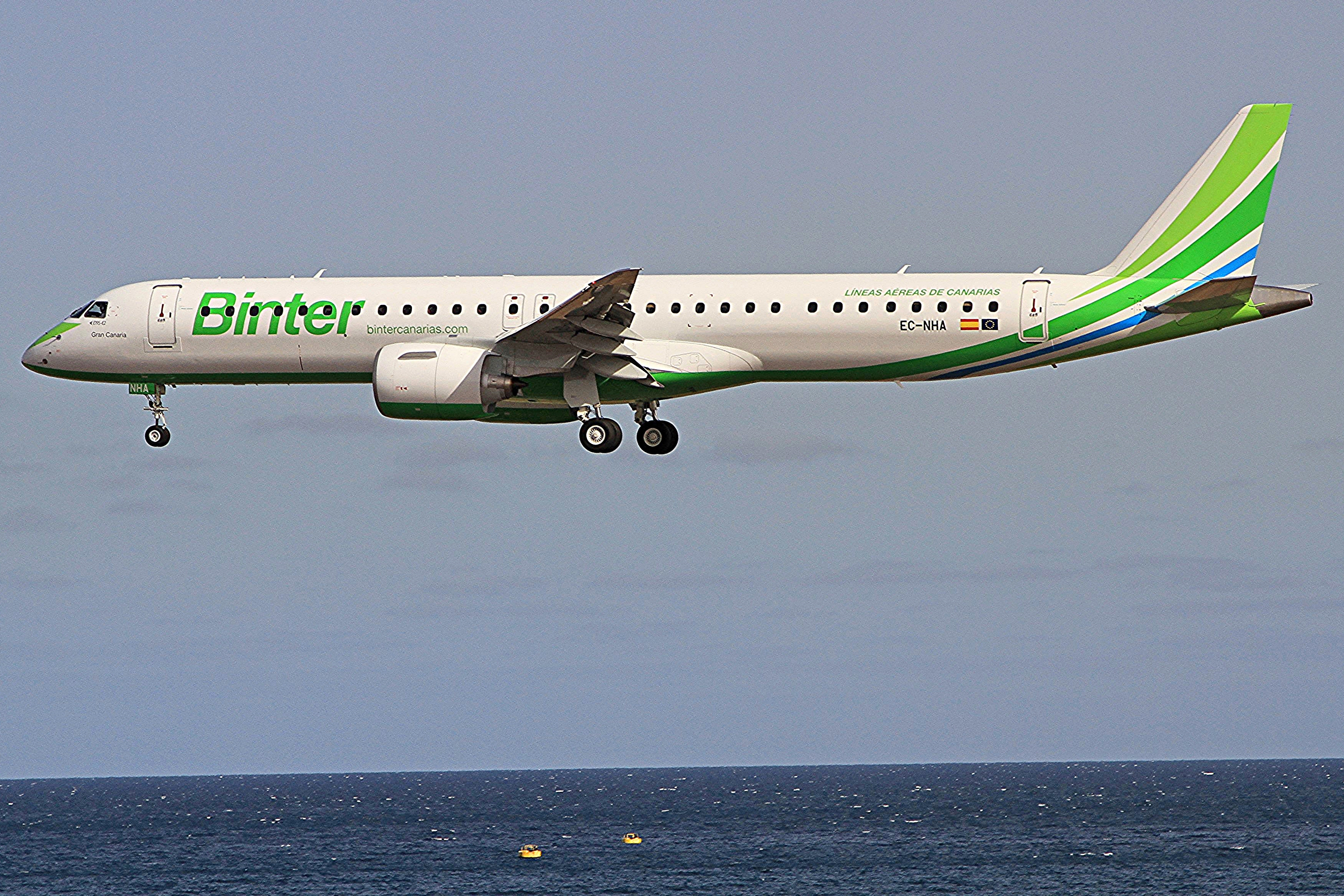
ビンター・カナリアのE195-E2
大型化したエンジンと主翼端がレイクド・ウィングチップになっている点が従来型との大きな違いである

エンブラエルは2013年6月17日、パリ航空ショーで次世代E-Jet「E2」のローンチを発表。同日、米スカイウエスト航空がシリーズE175-E2のローンチカスタマーとなり200機（オプション込み）の契約も発表。
E-Jetのエンジンを三菱航空機が開発しているMitsubishi SpaceJetシリーズと同じプラット・アンド・ホイットニー社製GTF（ギヤード・ターボファン・エンジン）、PW1000Gシリーズ（PW1700GとPW1900G）に換装し、空力に基づいて開発中の新たな主翼、フルフライ・バイ・ワイヤなどとの組み合わせで、燃費は大幅に改善されるほか、メンテナンスコストの削減、騒音削減を目指す。機体の基本設計部分は従来機の物を使用するため、このサイズのリージョナルジェット市場でライバルとなるボンバルディア Cシリーズ（現:エアバスA220）やMitsubishi SpaceJetなどより一番遅れて開発に着手したがシリーズ初号機E190-E2が2016年2月25日に完成、同年5月23日初飛行し他の計画を追い上げている。
E-Jet E2シリーズは以下3タイプがある。
- E175-E2

E-Jet次世代シリーズで80席クラスの設計で最小タイプ。これまでのE175から1列増席し、メーカー規格で88席配置可能。機体規模からMitsubishi SpaceJetと競合し、当初、2020年引き渡し計画だったが2016年12月1日に米国内大手エアラインとパイロット組合の労働協約の中に設けられている地域航空会社の運航条項（スコープ・クローズ）の合意が2019年に交渉により見直される可能性があるため2021年に延期し運航条項適合を目指すことを発表。2019年12月12日初飛行。2021年になり同条項改定が見込めないので2024年以降運用開始へ再延期され、2022年2月18日には開発を一時停止し、2025年頃開発再開2027年以降運用開始を見込んでいる。
- E190-E2

E190をベースとする新機種で、メーカー規格で座席数は2クラスで97席、モノクラスで106席配置可能。航続距離はE190より延長されて5,200km。2016年2月25日に完成し、同年5月23日初飛行を行った。2018年3月、型式証明をANAC（ブラジル民間航空国家機関）とFAA（米国連邦航空局）、EASA（欧州航空安全局）から取得した。2018年4月に初号機を納入した。
- E195-E2

E195を2.85m延長し、客室座席は3列増となり、メーカー規格で2クラスで120席、モノクラスで132席配置可能。機体規模からボンバルディアC シリーズCS100（現:エアバスA220-100）と競合。2017年3月7日ロールアウト、2019年引き渡し計画。

## 主要諸元
E-Jetシリーズの主要諸元を以下の表に示す。出典は主にエンブラエル社の公式サイト
（E170、E175、E190、E195）によるが、一部の項目は他の文献を記す。
| モデル名            | E170 (ERJ170-100)                                                           | E175 (ERJ170-200)                                                           | E190 (ERJ190-100)                                                           | E195 (ERJ190-200)                                                           | E175-E2                    | E190-E2                                | E195-E2                                |             |
| ------------------- | --------------------------------------------------------------------------- | --------------------------------------------------------------------------- | --------------------------------------------------------------------------- | --------------------------------------------------------------------------- | -------------------------- | -------------------------------------- | -------------------------------------- | ----------- |
| 乗員                | 2名                                                                         | 2名                                                                         | 2名                                                                         | 2名                                                                         | 2名                        | 2名                                    | 2名                                    |             |
| 座席数 （1クラス）  | 72-78席                                                                     | 78-88席                                                                     | 100-114席                                                                   | 116-124席                                                                   | Y88席 @ 31in (最大:90席)   | Y106席 @ 31in (最大:114席)             | Y132席 @ 31in (最大:146席)             |             |
| 座席数 （2クラス）  | 66席                                                                        | 76席                                                                        | 96席                                                                        | 100席                                                                       | 80席 (8J @36in+72Y @31in)  | 97席 (9J @36in+88Y @31in)              | 120席 (12J @36in+108Y @31in)           |             |
| 全長                | 29.90 m                                                                     | 31.68 m                                                                     | 36.24 m                                                                     | 38.65 m                                                                     | 32.4 m (106.3 ft)          | 36.2 m (118.8 ft)                      | 41.5 m (136.2 ft)                      |             |
| 翼幅                | 26.00 m                                                                     | 28.70 m                                                                     | 28.72 m                                                                     | 28.72 m                                                                     | 31,0 m (101.7 ft)          | 33,7 m (110.6 ft)                      | 35.1 m (115.2 ft)                      |             |
| 全高                | 9.67 m                                                                      | 9.67 m                                                                      | 10.28 m                                                                     | 10.28 m                                                                     | 9,98 m (32.7 ft)           | 11 m (36.1 ft)                         | 10,9 m (35.8 ft)                       |             |
| 最大離陸重量 (MTOW) | 35,990 kg (STD) 37,200 kg (LR) 38,600 kg (AR)                               | 37,500 kg (STD) 38,790 kg (LR) 40,370 kg (AR)                               | 47,790 kg (STD) 50,300 kg (LR) 51,800 kg (AR)                               | 48,790 kg (STD) 50,790 kg (LR) 52,290 kg (AR)                               | 44,800 kg (98,767 lb)      | 56,200 kg (123,900 lb)                 | 60,700 kg (133,821 lb)                 |             |
| 最大積載量          | 9,035 kg (STD&LR) 9,775 kg (AR)                                             | 10,030 kg (STD&LR) 10,310 kg (AR)                                           | 13,080 kg                                                                   | 13,950 kg                                                                   | 10,600 kg (23,369 lb)      | 13,080 kg (28,836 lb)                  | 16,150 kg (35,605 lb)                  |             |
| 離陸滑走距離        | 1,483 m (STD) 1,582 m (LR) 1,644 m (AR)                                     | 1,612 m (STD) 1,724 m (LR) 2,244 m (AR)                                     | 1,598 m (STD) 1,830 m (LR) 2,100 m (AR)                                     | 1,742 m (STD) 1,992 m (LR) 2,179 m (AR)                                     | 1,800 m (5,905 ft)         | 1,670 m (5,479 ft)                     | 1,970 m (6,463 ft)                     |             |
| エンジン            | 2× CF34-8E ターボファン それぞれの推力 61.4 kN                              | 2× CF34-8E ターボファン それぞれの推力 61.4 kN                              | 2× CF34-10E ターボファン それぞれの推力 82.3 kN                             | 2× CF34-10E ターボファン それぞれの推力 82.3 kN                             | 2× Pratt & Whitney PW1715G | 2× Pratt & Whitney PW1919G/21G/22G/23G | 2× Pratt & Whitney PW1919G/21G/22G/23G |             |
| 最大速度            | マッハ 0.82                                                                 | マッハ 0.82                                                                 | マッハ 0.82                                                                 | マッハ 0.82                                                                 | マッハ 0.82                | マッハ 0.82                            | マッハ 0.82                            | マッハ 0.82 |
| 航続距離            | STD: 3,334 km (1,800 nmi) LR: 3,704 km (2,000 nmi) AR: 3,889 km (2,100 nmi) | STD: 3,148 km (1,700 nmi) LR: 3,519 km (1,900 nmi) AR: 3,704 km (2,000 nmi) | STD: 3,334 km (1,800 nmi) LR: 4,260 km (2,300 nmi) AR: 4,445 km (2,400 nmi) | STD: 2,778 km (1,500 nmi) LR: 3,519 km (1,900 nmi) AR: 4,074 km (2,200 nmi) | 2,060 nmi (3,820 km)       | 2,850 nmi (5,280 km)                   | 2,450 nmi (4,540 km)                   |             |
| 最大燃料積載量      | 9,335 kg                                                                    | 9,335 kg                                                                    | 12,971 kg                                                                   | 12,971 kg                                                                   |                            |                                        |                                        |             |
| 胴体と客室内の断面  |                                                                             |                                                                             |                                                                             |                                                                             |                            |                                        |                                        |             |
| 室内幅              | 2.74 m                                                                      | 2.74 m                                                                      | 2.74 m                                                                      | 2.74 m                                                                      |                            |                                        |                                        |             |
| 室内高              | 2.00 m                                                                      | 2.00 m                                                                      | 2.00 m                                                                      | 2.00 m                                                                      |                            |                                        |                                        |             |

## 受注状況
|      | 受注  | 納入  | 残 |
| E170 | 191   | 191   | 0  |
| E175 | 828   | 746   | 82 |
| E190 | 568   | 568   | 0  |
| E195 | 172   | 172   | 0  |
| 合計 | 1,759 | 1,677 | 81 |

|         | 受注 | 納入 | 残  |
| E175-E2 | –    | –    | –   |
| E190-E2 | 34   | 18   | 16  |
| E195-E2 | 246  | 72   | 174 |
| 合計    | 280  | 90   | 190 |

## ギャラリー

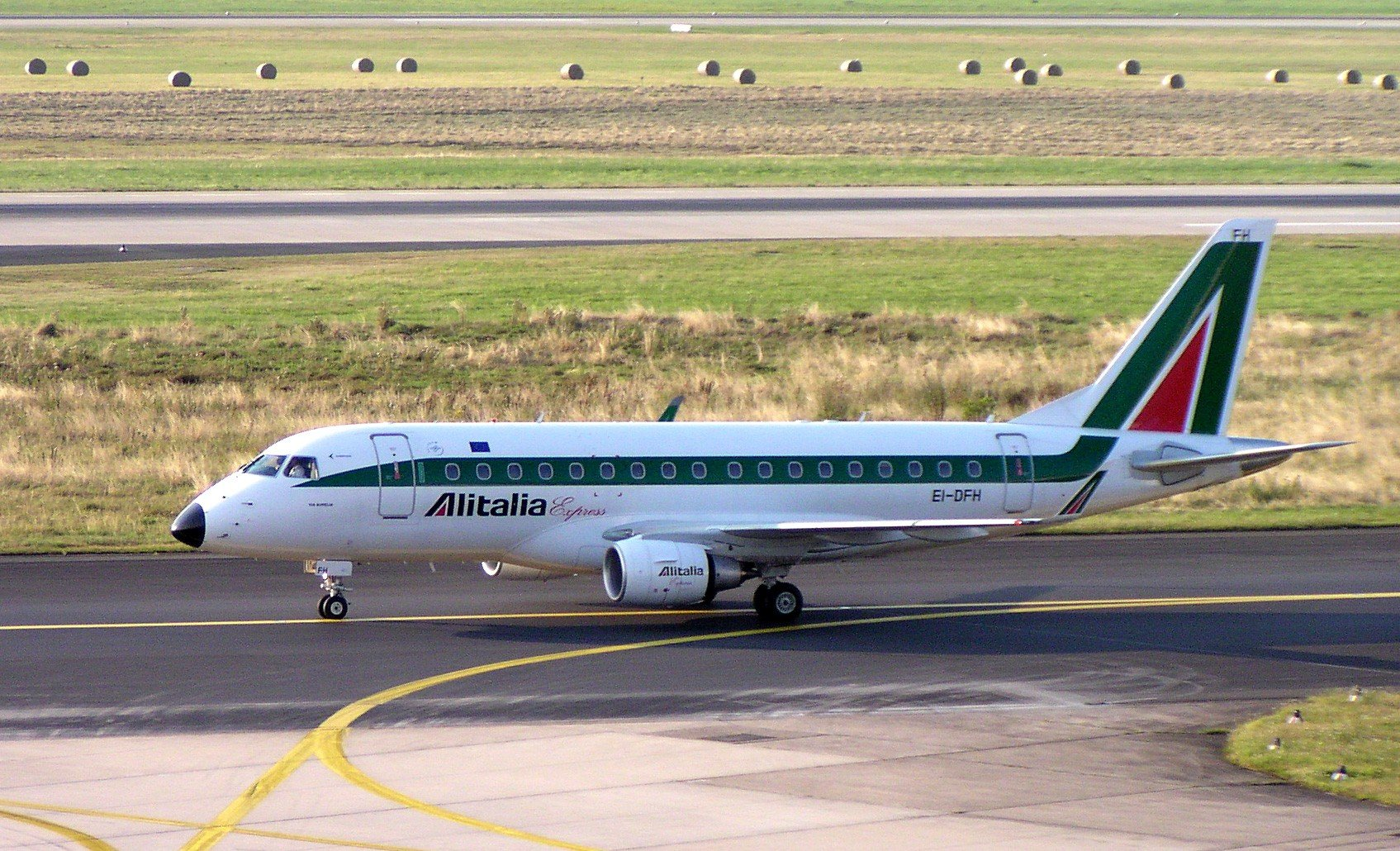
170で初就航のアリタリア・エクスプレス
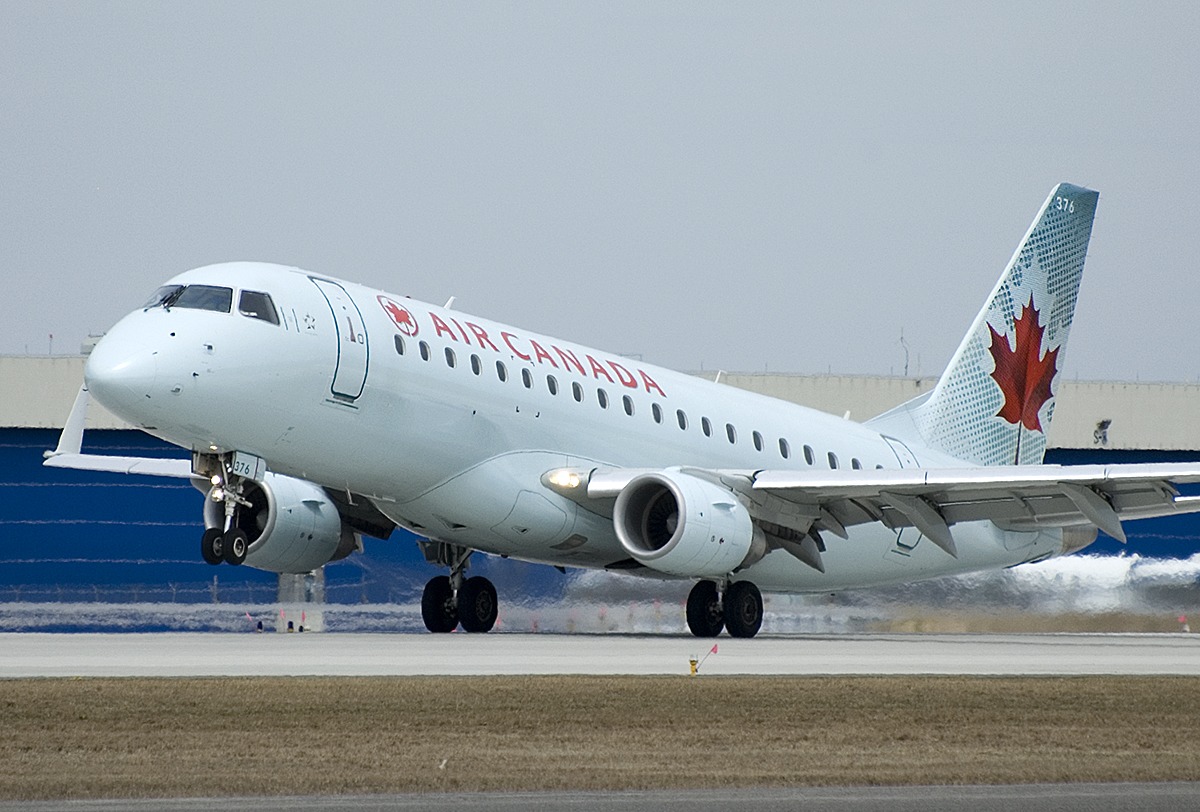
175で初就航のエア・カナダ
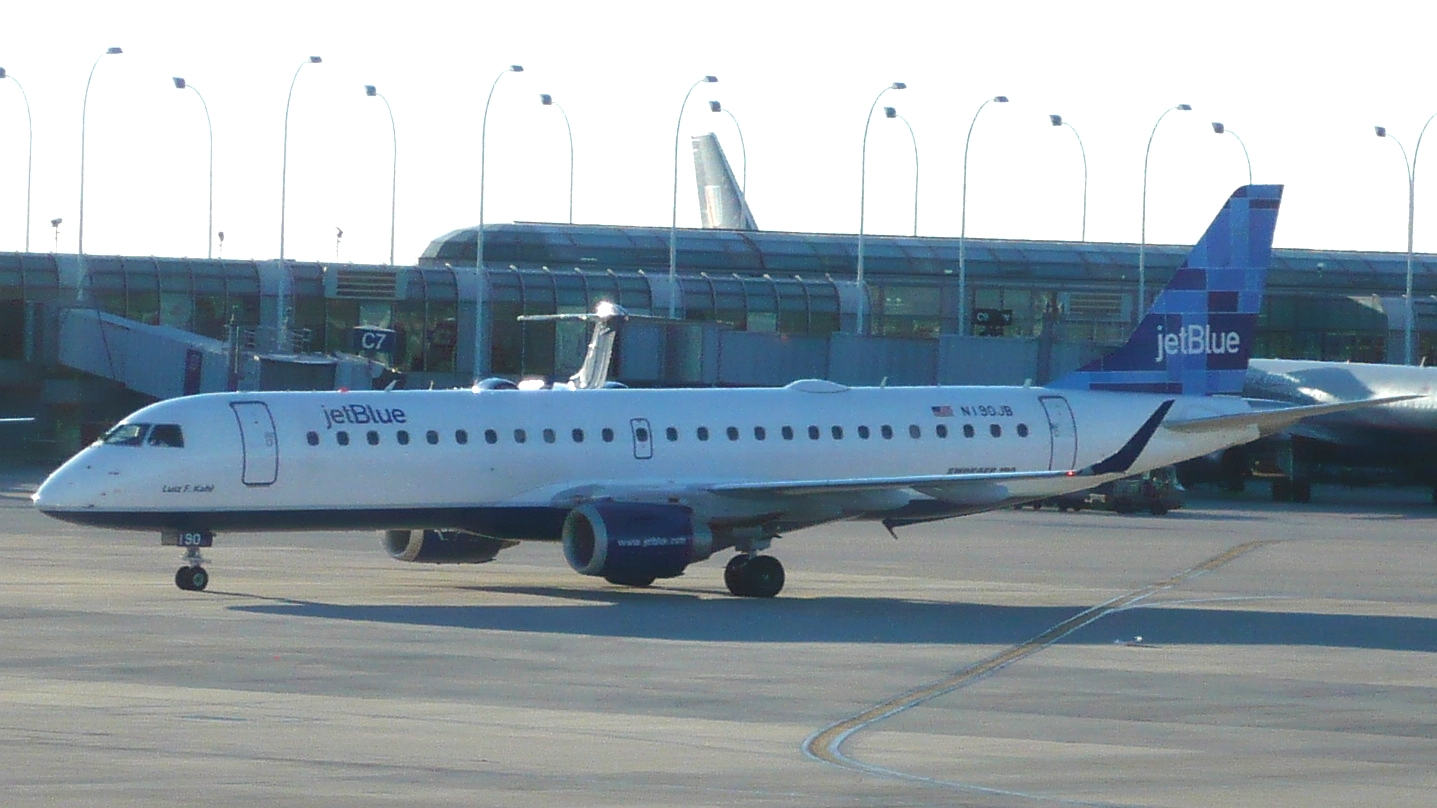
190で初就航のジェットブルー航空
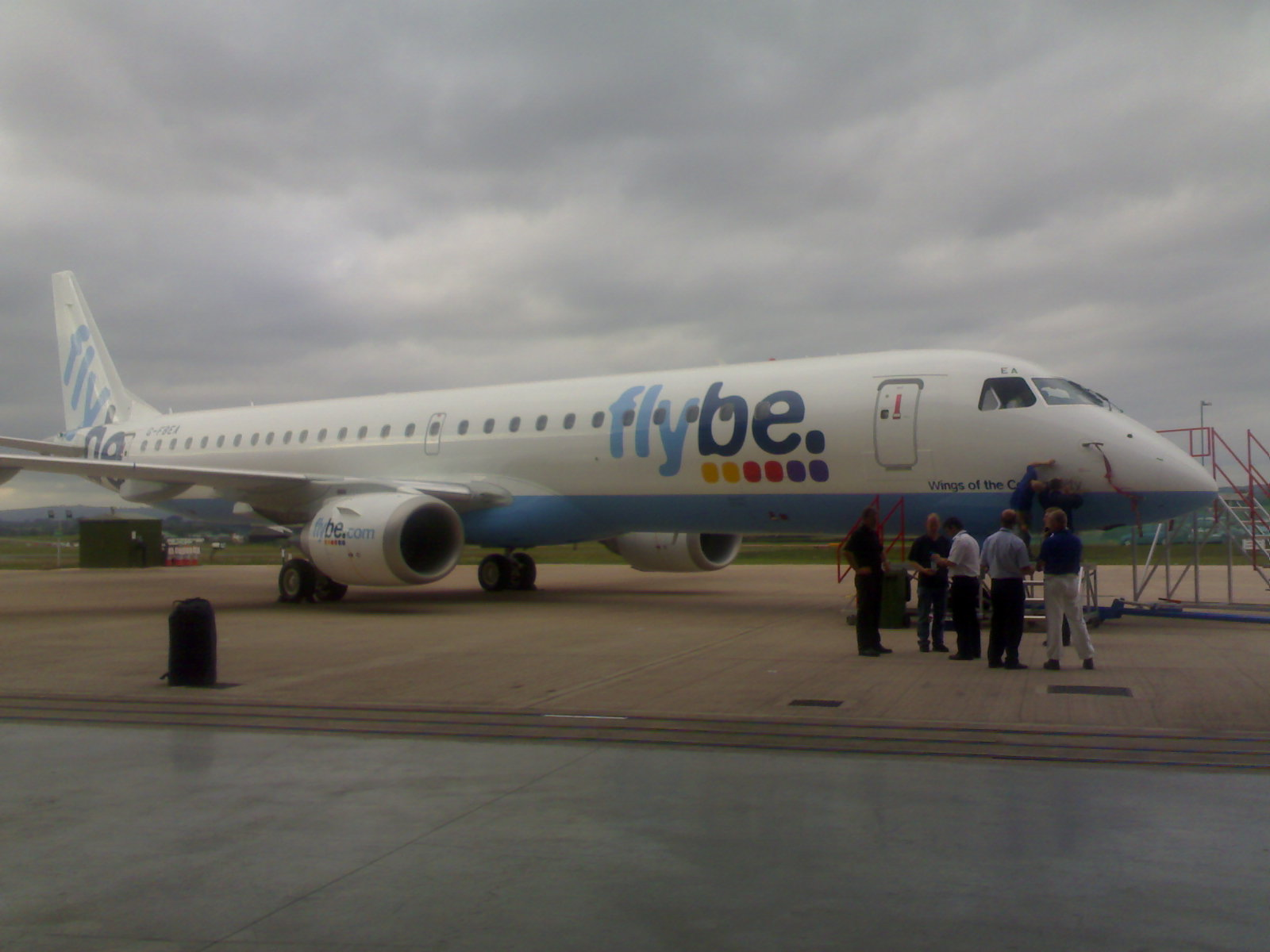
195で初就航のFlybe

## 主な運用航空会社

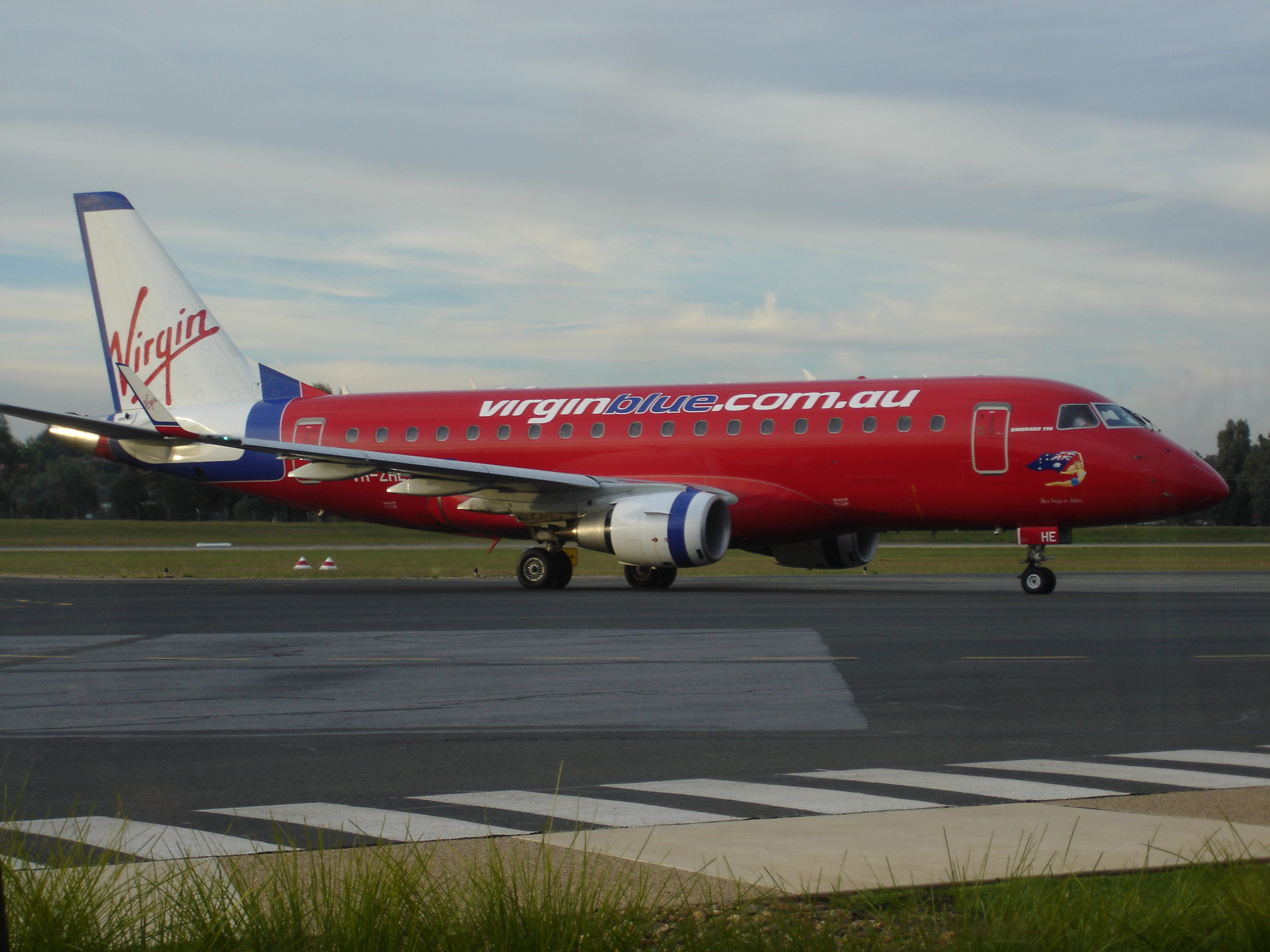
ヴァージン・ブルーのE170

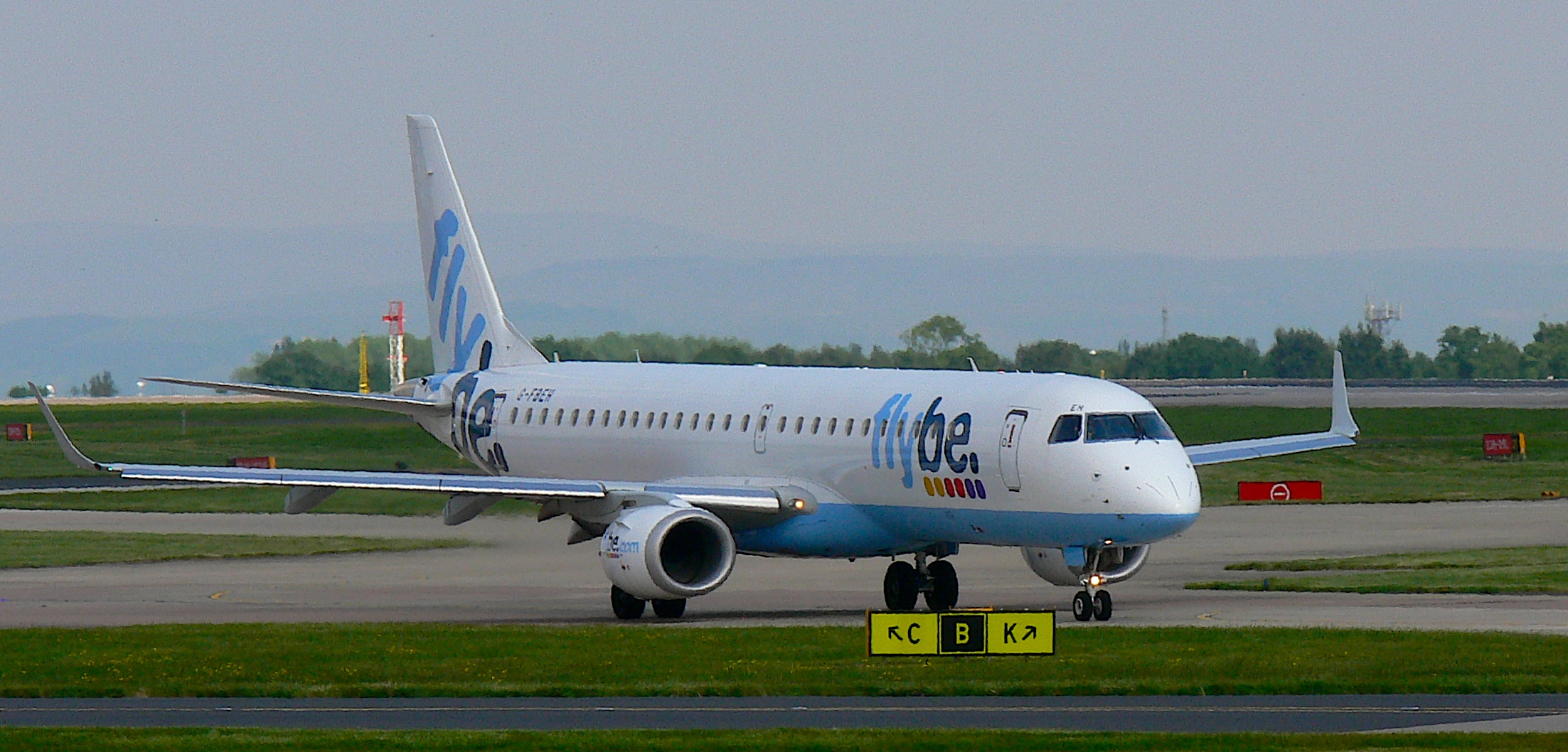
FlybeのE195

2013年7月末時点においてE-Jetシリーズを15機以上就航させている航空会社ならびに日本の航空会社で本シリーズを運航している会社を以下に示す

- アジア・中東・オセアニア
  -  ジェイエア
  -  フジドリームエアラインズ
  -  天津航空
  -  中国南方航空
  -  ヴァージン・オーストラリア
  -  サウディア
  -  エア・アスタナ
- 欧州
  -  LOTポーランド航空
  -  ルフトハンザ・シティーライン
  -  オップ!
  -  Flybe
  -  KLMシティホッパー
  -  アリタリア・シティライナー
- 北米
  -  リパブリック航空
  -  シャトル・アメリカ
  -  ジェットブルー航空
  -  エア・カナダ
  -  コンパス航空（英語版）
  -  アエロメヒコ・コネクト
- 南米
  - アズールブラジル航空
  -  アウストラル航空
- アフリカ
  -  ケニア航空

## 日本国内での動き

### 開発と製造
派生型のエンブラエル 175、エンブラエル 190-100/200、エンブラエル 195も含め、エンブラエル 170の開発段階から、日本の川崎重工業も参加し、170/175の中央翼、主翼前縁、主翼後縁、動翼、エンジンパイロンの設計、190/195の中央翼と主翼全体の設計、複合材製の動翼を中心に製造している。

### E170/175

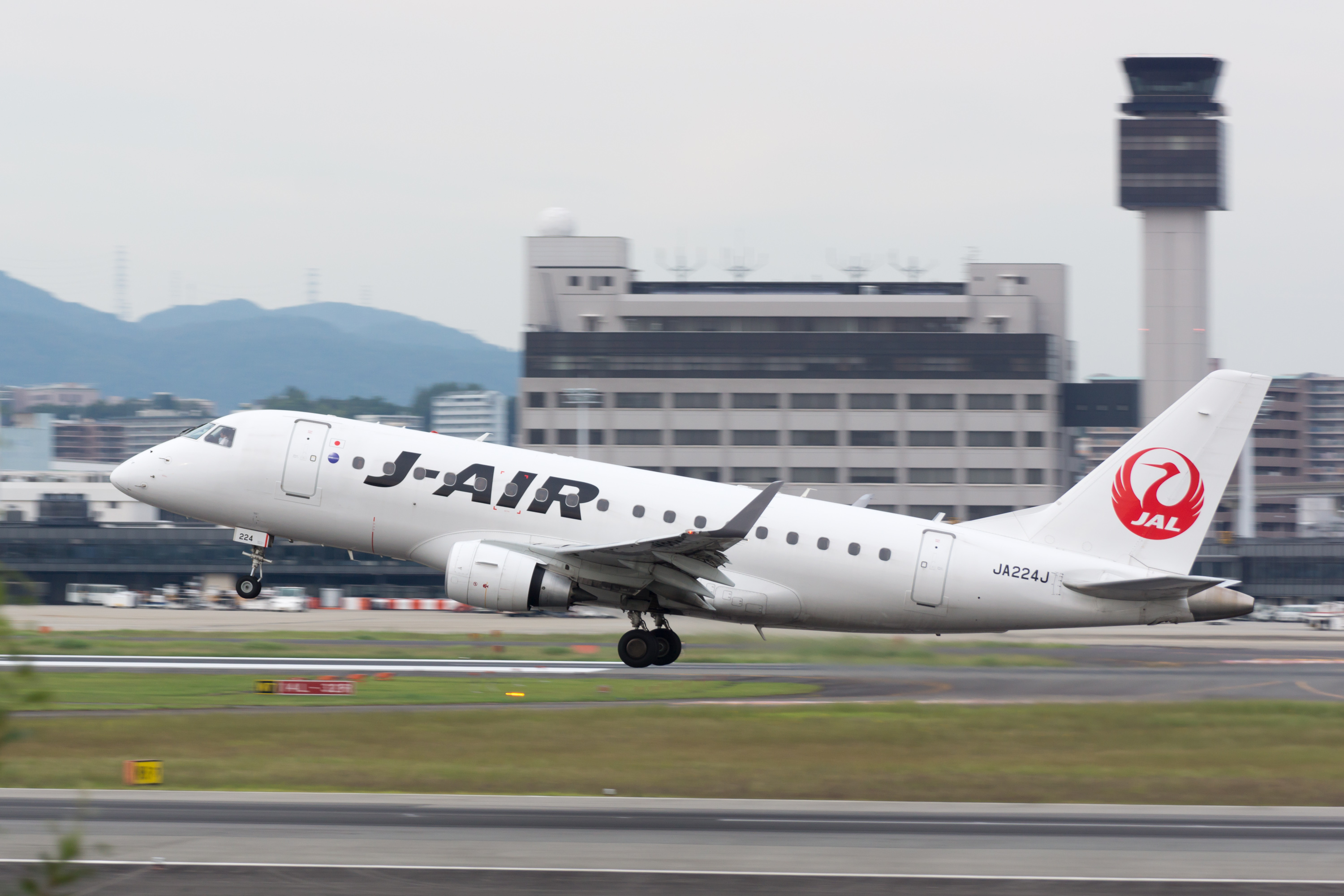
ジェイエアのE170

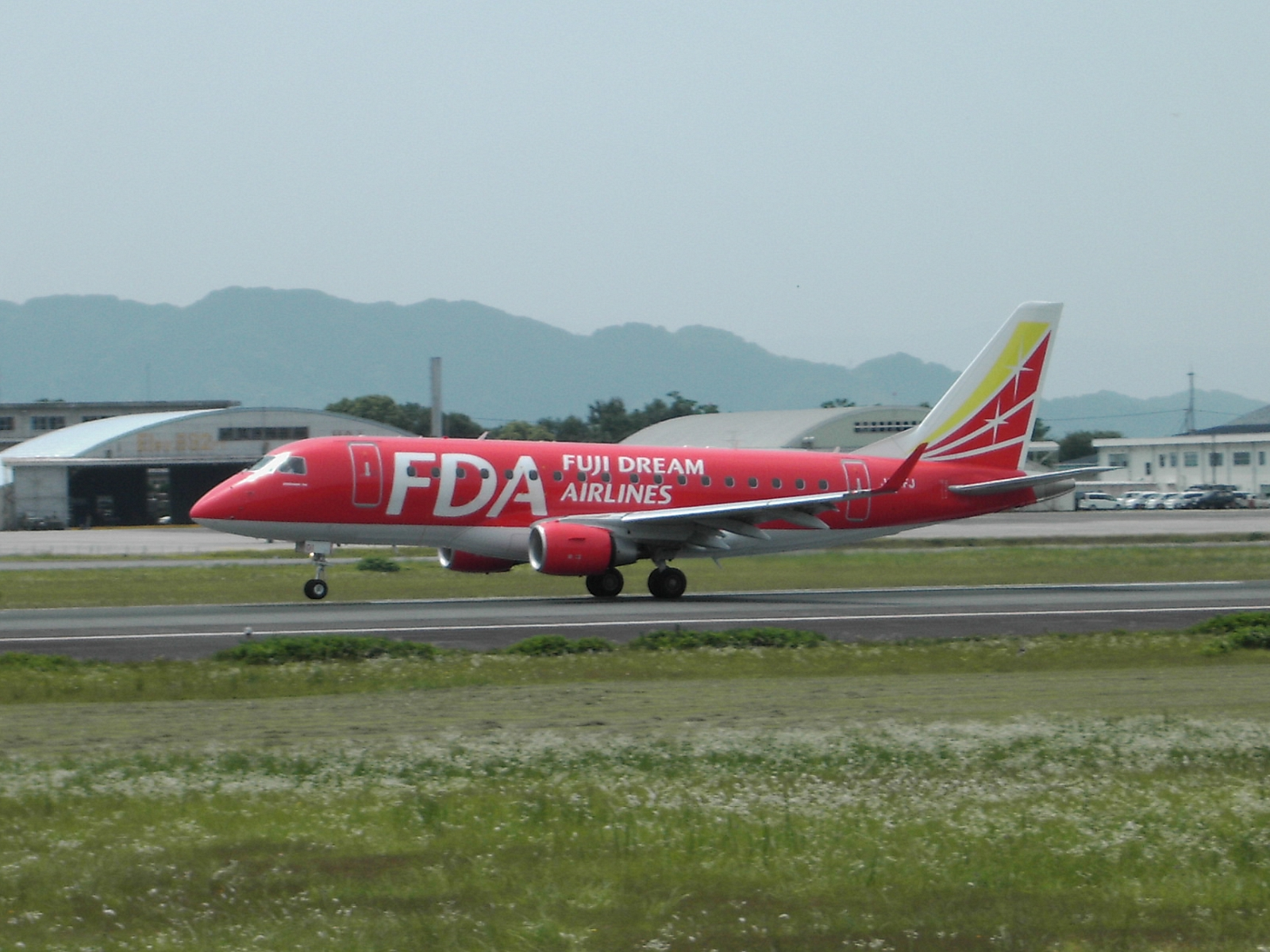
フジドリームエアラインズのE170

JALグループが、2007年2月に導入を決定し、同年6月に確定12機、追加購入オプション7機として正式発注された。各地方路線の需要規模への対応、2009年度以降の東京国際空港の再拡張による発着枠拡大などが主な理由である。2008年10月4日に第一号機 (JA211J) が引き渡され、2009年2月より名古屋（小牧） - 福岡・松山で運航を開始した。EMB-110以来、またターボファン機のエンブラエル機として初めて日本の空を飛んだ。2017年12月末時点における同社の導入機数は、E170が17機である。運航は日本航空の連結子会社（グループ会社）であるジェイエア(J-AIR)が担当している。
2007年9月、静岡空港を拠点として航空事業への参入を表明した鈴与がE170を確定2機、追加オプション1機を発注し、翌年に事業会社としてリージョナル航空会社フジドリームエアラインズ（FDA）を設立した。ジェイエアが伊丹空港に移転し発着枠が空いた県営名古屋空港（中部空港開港後の旧名古屋空港）に実質的に拠点機能を移し、2015年春に開設した名古屋（小牧）―出雲線及び名古屋（小牧）―北九州線も含めて小牧空港発着国内9路線を運航するまでとなっている。同社の運航するERJシリーズは、2005年の中部国際空港開港後に新たに整備された県営名古屋空港のリージョナルジェット専用搭乗ブリッジ施設の使い易さも相まって中部地方のビジネス客の利用が増加傾向であるとされる。なお、FDA社保有のエンブラエルのフライトシミュレータはジェイエアにも貸し出されている。同社の導入機数は2017年10月末時点でE170が3機、E175が9機の合計12機である。
FDAは2015年前半にE-JETシリーズ9号機を受領し、同社の実質的な運航拠点として機能している名古屋空港（小牧空港）から四国や山陰地方などリージョナル路線国内9路線を運航する。機体ごとに塗装が異なるFDAのカラフルな機体は航空機に興味を持っていない層に対する認知度の向上に一役買っている。現在の名古屋市は日本の政令指定都市として、最も頻繁にERJ機を目にする事ができる都市でもある。また同社は、2016年をめどに中部国際空港への進出を発表をしており、FDAは2016年以降発注済の第10号機を受領次第、中部国際空港国内線ターミナル発着での新規路線開拓を行う予定である。2013年7月7日に同社のエンブラエル170が札幌丘珠空港でテストフライトを実施した。同空港に民間のジェット旅客機が離着陸したのは初である。

### E190

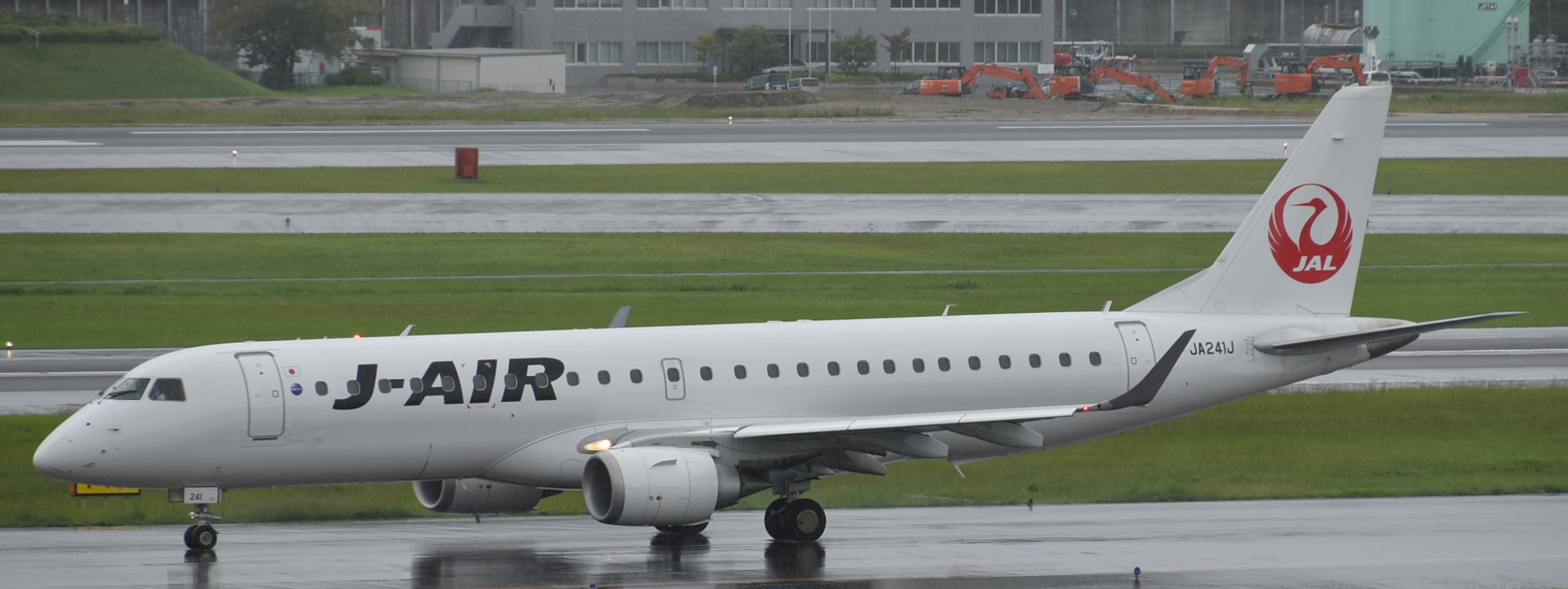
ジェイエアのE190

2014年8月28日、日本航空はエンブラエル社のE-Jetシリーズ（胴体延長型エンブラエル190を含む)を確定15機、オプション12機を確定分がカタログ価格で6億7700万ドル（約701億4400万円）で発注、2015年から追加導入する購入契約を締結した。
しかし、エンブラエル社の最新機種E-Jet E2ではなく、同じ日にライバル機の三菱航空機のMitsubishi SpaceJetシリーズ32機をカタログ価格1,500億円での発注に合意していて、2021年から導入する計画で現行の運用機数よりSpaceJetの発注数が多いため将来的に全てSpaceJetに移行する見込みと報じられたが、SpaceJetの開発は中止されたため、この計画は実現不可能となった。
2016年4月20日に、日本航空グループのジェイエアで運用するエンブラエル190がエンブラエル工場のある空港を出発、カーボヴェルデ、スペイン、キプロス、アラブ首長国連邦、インド、ベトナムを経て、24日午後伊丹空港へ到着。5月10日から伊丹=鹿児島線にてクラスJが15席と普通席80席の2クラス95席で運航開始した。2017年12月末時点における同社の導入機数は、E190が11機である。
2025年2月25日、全日本空輸は、国内線の需給調整を目的として、エンブラエルE190-E2を20機（確定発注15機・オプション5機）発注し、2028年度から2032年度にかけて受領することを発表。

### E195
シリーズで唯一日本国内での採用がなかった機材である。これは日本の航空法では定員100名以上の航空機については客室乗務員を追加で乗務させる必要が生じるため、E190と比べてこの機材を採用するメリットが乏しいことなどが理由に挙げられる。